# 의성 치선동 석탑
의성 치선동 석탑(義城 致仙洞 石塔)은 대한민국 경상북도 의성군 의성읍 치선리에 있는 남북국 시대 신라의 석탑이다. 1985년 8월 5일 경상북도의 문화재자료 제30호로 지정되었다.

## 개요
선암사 뒷편에 서 있는 석탑으로, 일부만 남아 있는 기단부(基壇部) 위에 3층의 탑신(塔身)을 얹고 있다.
탑신의 몸돌에는 기둥 모양을 새겨 놓았고, 특히 1층 몸돌 4면에는 연꽃받침 위에 앉은 부처의 모습을 돋을새김으로 조각해 놓았다. 지붕돌은 밑면의 받침이 4단씩인데, 3층 지붕돌이 많이 훼손되어 있다. 꼭대기에는 머리장식이 모두 없어지고, 기단의 한 부분으로 보이는 돌 하나가 놓여 있다.
전체적으로 탑신의 1층 몸돌에 비해 2층 몸돌이 급격히 줄어들고, 1층 몸돌의 불상 조각이 많이 닳아있어 화려하거나 세련되어 보이지는 않는다. 신라 무열왕 때 세웠다고 전하나, 탑의 양식과 불상의 조각기법으로 보아 통일신라시대 후기인 9세기에 세운 것으로 추정된다.

## 참고 자료
- 의성치선동석탑 - 국가유산청 국가유산포털